# Indywidualne Mistrzostwa Świata w Long Tracku 1975
Indywidualne Mistrzostwa Świata na długim torze 1975 – zawody żużlowe, mające na celu wyłonienie medalistów indywidualnych mistrzostw świata na długim torze w sezonie 1975. W finale zwyciężył, po raz drugi w karierze, Niemiec Egon Müller.

## Terminarz
- 1. runda kwalifikacyjna – Jübek, 11 maja 1975
- 2. runda kwalifikacyjna – Vilshofen an der Donau, 11 maja 1975
- 3. runda kwalifikacyjna – Scheeßel, 15 czerwca 1975
- 4. runda kwalifikacyjna – Mühldorf am Inn, 20 lipca 1975
- 1. półfinał – Aalborg, 10 sierpnia 1975
- 2. półfinał – Mariańskie Łaźnie, 10 sierpnia 1975
- finał – Gornja Radgona, 14 września 1975

## Rundy kwalifikacyjne
| Rundy kwalifikacyjne (awans: miejsca 1–9) | Rundy kwalifikacyjne (awans: miejsca 1–9) | Rundy kwalifikacyjne (awans: miejsca 1–9) | Rundy kwalifikacyjne (awans: miejsca 1–9) |
| Jübek | Vilshofen an der Donau | Scheeßel | Mühldorf am Inn |
| --- | --- | --- | --- |
| 1. Hans Wassermann – 24 2. Ivan Mauger – 22 3. Anders Michanek – 18 4. Barry Briggs – 12 5. Gottfried Schwarze – 12 6. Stanislav Kubíček – 11 7. Joachim Kall – 11 8. Hans Utterström – 11 9. Ab de Groot – 11 1. Per Hansen – 11 2. Rauli Makinen – 7 3. Evzen Erban – 6 4. Bertus Schenkel – 5 5. Kjell Skjaveland – 5 6. Sven Sigurd – 3 7. Steen Rasmussen – 3 8. Tormod Langli – 3 9. Håkan Storm – 0 | 1. Kristian Præstbro – 19 2. Peter Collins – 18 3. Jiří Štancl – 18 4. Edgar Stangeland – 18 5. Wilhelm Duden – 15 6. Josef Wiesböck – 13 7. Philippe Bussy – 13 8. Petr Ondrašík – 12 9. Sture Lindblom – 10 1. Bernt Hörnfeldt – 10 2. Bent Nørregaard Jensen – 9 3. Tony Steggles – 6 4. Josef Haider – 4 5. Franz Kolbeck – 4 6. Dave Jessup – 3 7. Franz Lang – 2 8. Miroslav Drobny – 1 9. Walter Detter – 1 10. Otto Lantenhammer – 0 11. Oyvind S. Berg – 0 | 1. Egon Müller – 24 2. Runo Wedin – ? 3. Don Godden – ? 4. Hans Zierk – 17 5. Václav Verner – 13 6. Jan Jacobsen – 12 7. Conny Samuelsson – 11 8. Søren Christensen – 11 9. Dagfinn Dahl – 8 1. Olavi Turunen – 7 2. Petr Kučera – 5 3. Chris Baybutt – 4 4. Walter Grubmüller – 3 5. Jan Käter – 3 6. Hubert Fischbacher – 1 7. Joe Hughes – 1 8. Preben Rosenkilde – 0 | 1. Ole Olsen – 22 2. Christoph Betzl – 22 3. Kurt Wede Petersen – 15 4. Manfred Poschenrieder – 15 5. Jan Holub – 14 6. Günther Walla – 13 7. Georg Hack – 12 8. Zdeněk Kudrna – 12 9. Mike Beaumont – 11 1. Francesco Barbetta – 8 2. Jon Ødegaard – 7 3. Bernard Tison – 6 4. Ferenc Radacsi – 5 5. Josef Angern – 4 6. Luigi Brendolan – 4 7. Janos Szoke – 1 8. Leopold Cernuska – 0 9. Leif Rasmussen – 0 |

## Półfinały
| Półfinały (awans: miejsca 1–8) | Półfinały (awans: miejsca 1–8) |
| Aalborg | Mariańskie Łaźnie |
| --- | --- |
| 1. Egon Müller – 22 2. Ole Olsen – 20 3. Christoph Betzl – 19 4. Runo Wedin – 16 5. Hans Zierk – 14 6. Zdeněk Kudrna – 14 7. Manfred Poschenrieder – 11 8. Don Godden – 11 1. Václav Verner – 8 2. Mike Beaumont – 8 3. Conny Samuelsson – 7 4. Jan Jacobsen – 6 5. Georg Hack – 6 6. Søren Christensen – 5 7. Francesco Barbetta – 3 8. Kurt Wede Petersen – 3 9. Timo Laine – 2 10. Jan Holub – 2 11. Dagfinn Dahl – 0 | 1. Ivan Mauger – 20 2. Kristian Præstbro – 20 3. Barry Briggs – 20 4. Anders Michanek – 17 5. Jiří Štancl – 16 6. Edgar Stangeland – 12 7. Joachim Kall – 12 8. Peter Collins – 10 1. Hans Wassermann – 9 2. Philippe Bussy – 8 3. Stanislav Kubíček – 7 4. Gottfried Schwarze – 7 5. Wilhelm Duden – 4 6. Sture Lindblom – 4 7. Petr Ondrašík – 3 8. Hans Utterström – 3 9. Ab de Groot – 2 10. Bernt Hörnfeldt – 0 |

## Finał
- Gornja Radgona, 14 września 1975

| Msc. | Zawodnik              | Kraj            | Pkt |             |  |
| ---- | --------------------- | --------------- | --- | ----------- |  |
| 1    | Egon Müller           | RFN             | 27  | (3,6,6,6,6) |  |
| 2    | Ivan Mauger           | Nowa Zelandia   | 22  | (2,6,4,6,4) |  |
| 3    | Ole Olsen             | Dania           | 19  | (6,6,4,0,3) |  |
| 4    | Barry Briggs          | Nowa Zelandia   | 19  | (6,4,6,3,0) |  |
| 5    | Christoph Betzl       | RFN             | 17  | (6,3,3,4,1) |  |
| 6    | Anders Michanek       | Szwecja         | 13  | (3,4,0,4,2) |  |
| 7    | Hans Wassermann       | RFN             | 11  | (4,3,3,1)   |  |
| 8    | Don Godden            | Wielka Brytania | 11  | (4,2,2,3)   |  |
| 9    | Peter Collins         | Wielka Brytania | 11  | (1,4,4,2)   |  |
| 10   | Manfred Poschenrieder | RFN             | 9   | (4,3,2,0)   |  |
| 11   | Jiří Štancl           | Czechosłowacja  | 9   | (0,1,6,2)   |  |
| 12   | Václav Verner         | Czechosłowacja  | 8   | (2,2,3,1)   |  |
| 13   | Hans Zierk            | RFN             | 5   | (3,1,1)     |  |
| 14   | Joachim Kall          | RFN             | 4   | (2,0,2)     |  |
| 15   | Vlado Kocuvan         | Jugosławia      | 4   | (1,2,1)     |  |
| 16   | Runo Wedin            | Szwecja         | 2   | (1,1,0)     |  |
| 17   | Kristian Præstbro     | Dania           | 1   | (0,0,1)     |  |
| 18   | Stefan Kekec          | Jugosławia      | 0   | (0,0,0)     |  |

Uwagi:
- W finale nie wystąpili uprawnieni Zdeněk Kudrna oraz Edgar Stangeland, których zastąpili zawodnicy rezerwowi Václav Verner i Hans Wassermann.
- Vlado Kocuvan oraz Stefan Kekec wystąpili w finale jako przedstawiciele organizatora, bez eliminacji.

### Bieg po biegu
1. Betzl, Wassermann, Michanek, Verner, Wedin, Štancl
2. Olsen, Godden, Müller, Mauger, Collins, Præstbro
3. Briggs, Poschenrieder, Zierk, Kall, Kocuvan, Kekec
4. Mauger, Michanek, Poschenrieder, VVerner, Zierk, Præstbro
5. Olsen, Collins, Betzl, Kocuvan, Wedin, Kekec
6. Müller, Briggs, Wassermann, Godden, Štancl, Kall
7. Briggs, Collins, Betzl, Godden, Zierk, Michanek
8. Müller, Mauger, Wassermann, Poschenrieder, Kocuvan, Wedin
9. Štancl, Olsen, Verner, Kall, Præstbro, Kekec
10. Półfinał #1:  Müller, Betzl, Godden, Collins, Verner, Olsen
11. Półfinał #2: Mauger, Michanek, Briggs, Štancl, Wassermann, Poschenrieder
12. Finał: Müller, Mauger, Olsen, Michanek, Betzl, Briggs

Uwagi:
- do  półfinałów zakwalifikowało się 12 zawodników z największą liczbą punktów po części zasadniczej
- w finale wystąpiło 6 zawodników z największą liczbą punktów po części zasadniczej i półfinałach: Müller (21), Briggs (19), Mauger (18), Olsen (16), Betzl (16), Michanek (11)